# Echinogammarus tacapensis
Echinogammarus tacapensis is een vlokreeftensoort uit de familie van de Gammaridae. De wetenschappelijke naam van de soort is voor het eerst geldig gepubliceerd in 1924 door Chevreux & Gauthier.